# 血管運動性鼻炎
血管運動性鼻炎（けっかんうんどうせいびえん）とは、非アレルギー性鼻炎の一種。寒暖差アレルギーとも呼ばれる。
鼻汁中の好酸球が認められず、アレルギー性鼻炎と同じ症状を持つにもかかわらず、アレルギー検査が陰性であるという特徴がある。

## 原因
外気温の変化やたばこの煙、精神的ストレスなど、様々な要因で発症することがわかっているが、明確な原因は不明。